# Gruppo Ufficiali Uniti
Il Gruppo Ufficiali Uniti  (in spagnolo Grupo de Oficiales Unidos - GOU), fu un'associazione clandestina di ufficiali intermedi delle forze armate argentine con fini politici, fondata nel marzo 1943, in opposizione al decennio infame.

Tra i fondatori del GOU vi furono i tenenti colonnelli Miguel Ángel Montes, Urbano de la Vega e Juan Domingo Perón. 
Il GOU ebbe parte attiva nell'organizzazione del colpo di Stato militare del giugno 1943. Divenne Grupo Obra de Unificación quando lascerà la clandestinità dopo il colpo di stato. Fu sciolto il 23 febbraio 1944.

## Storia

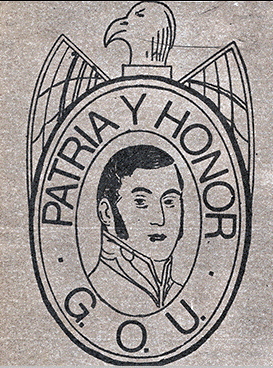
Primo scudetto del GOU

L'Ejército Argentino diviso tra anglofili e germanofili durante la seconda guerra mondiale, con la neutralità dell'Argentina, era tenuto insieme dalla leadership indiscussa del generale Agustín Pedro Justo, già presidente della repubblica dal 1932 al 1938. Ma Justo morì l'11 gennaio 1943, lasciando l'esercito privo del suo carisma e scatenando un processo di riallineamento e di lotte intestine tra i vari gruppi dei vertici militari.

### Fondazione
Il GOU era un gruppo di ufficiali intermedi dell'esercito, che iniziò la sua vita politica a Mendoza, quando l'allora tenente colonnello Perón vi fu trasferito nel 1941, al suo ritorno dall'Europa. In una occasione Peron affermò: "El GOU soy yo" (Il GOU sono io). 
L'organizzazione fu poi fondata formalmente il 10 marzo 1943. 
I membri fondatori del GOU furono:
- Colonnelli: Miguel Á. Montes, Enrique P. González, Juan Domingo Perón e Emilio Ramírez (figlio del generale Pedro Pablo Ramírez).
- Tenenti colonnelli: Urbano de la Vega, Domingo Mercante, Oscar A. Uriondo, Julio Lagos (poi uno dei leader della Rivoluzione Liberatrice), Severo Eizaguirre, Tomás A. Ducó (un importante dirigente calcistico), Arturo Saavedra, Aristóbulo Mittelbach, Bernardo Menéndez, Agustín de la Vega e Bernardo Guillanteguey.
- Maggiori: Heráclito Ferrazano, Fernando González e Héctor Ladvocat.
- Capitano: Francisco Filippi (genero del generale Pedro Pablo Ramírez).

### Obiettivi
Questi ufficiali concordavano su una visione nazionalista e anticomunista, sulla necessità di preservare la neutralità dell'Argentina nella seconda guerra mondiale e sulla messa in discussione del governo di Ramón Castillo, espressione del decennio infame, emanazione della vecchia aristocrazia latifondista e della borghesia commerciale e finanziaria alleata dell'imperialismo britannico, che tendeva ad escludere dalla rappresentanza politica le nuove forze sociali - i piccoli e medi datori di lavoro industriali e il vasto proletariato urbano - nate negli ultimi dieci anni dell'intensa industrializzazione del paese.
In particolare gli obiettivi di questo gruppo di militari era: 
- Finanziare l'organizzazione e l'unità interna, obiettivo sorto dalle preoccupazioni professionali della società militare;
- Prevenire rivolte comuniste;
- Opporsi alla partecipazione dell'Argentina alla Seconda guerra mondiale, in particolare a fianco degli Alleati;
- Opporsi alle ingerenze politiche nella organizzazione e nell'unità professionale dell'Esercito;
- Lavorare per il benessere generale della Patria e dell'esercito argentino;
- Evitare che Robustiano Patrón Costas, industriale e politico saltese, ottenesse la presidenza dell'Argentina.

### Il colpo di Stato
La coalizione politica di governo,  chiamata Concordancia, nelle elezioni previste per quell'anno, come nuovo presidente puntava sul controverso industriale Robustiano Patrón Costas.

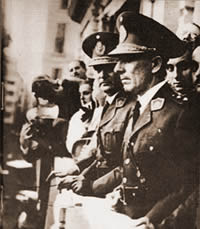
I generali Rawson e Ramirez il 4 giugno 1943, giorno del colpo di stato

Il 2 giugno 1943 fu decisa la sollevazione militare in una riunione alla base di Campo de Mayo presieduta dai generali Arturo Rawson e Pedro Pablo Ramírez, ministro della guerra, nella quale mancarono altri due esponenti di spicco, il generale Edelmiro Julián Farrell che si era assentato per motivi personali e il colonnello Juan Domingo Perón, che non poté essere rintracciato.
L'indomani il ministro della guerra, il generale Ramírez, pretese, senza successo, le dimissioni del presidente Castillo. Quindi nelle prime ore del 4 giugno, una colonna di 8.000 soldati lasciò Campo de Mayo, a nord-ovest di Buenos Aires, guidata dai generali Arturo Rawson e Elbio Carlos Anaya, i colonnelli Emilio Ramírez e Fortunato Giovannoni e il tenente colonnello Tomás A. Ducó. Arrivando alla Escuela de Mecánica de la Armada, nel quartiere di Núñez, la colonna fu attaccata dalle forze lealiste lì trincerate, causando 30 morti e 100 feriti, che alla fine si arrese. Il presidente Castillo allora si imbarcò sulla nave Drummond con l'ordine di salpare verso l'Uruguay, lasciando sguarnita la Casa Rosada, dove i generali Juan Pistarini, Armando Verdagauer, Pedro Pablo Ramírez e Edelmiro Farrell, e gli ammiragli Sabá H. Sueyro e Guisasola, ricevettero la colonna ribelle poco dopo mezzogiorno. 
Il generale Arturo Rawson assunse la presidenza del Paese.
Quando però Rawson all'indomani del 4 giugno, formò il suo gabinetto, incluse anche amici personali legati al regime deposto. I comandanti militari, che avrebbero funzionato permanentemente come organo deliberante durante tutta la rivoluzione, e gli stessi ufficiali del GOU, si opposero fermamente e il 6 giugno Rawson fu costretto a dimettersi e il generale Pedro Pablo Ramírez prestò giuramento come presidente, con l'ammiraglio Sabá Sueyro come vicepresidente. 
Il suo primo gabinetto era composto interamente da militari con la sola eccezione del ministro delle Finanze. 
Non c'erano membri del GOU nel gabinetto, ma alcuni di loro furono nominati in posti strategici: il colonnello Enrique P. González nella segreteria privata della presidenza e il colonnello Emilio Ramírez, come capo della polizia della città di Buenos Aires. Questi due, il colonnello Gilbert e il contrammiraglio Sueyro, sarebbero diventati la cerchia ristretta del presidente Ramírez. Il colonnello Juan Domingo Perón fu messo a capo della segreteria del ministero dell'esercito, sotto il ministro, il generale Farrell.

### I quattro colonnelli
A metà luglio il colonnello Eduardo Ávalos si unì a al GOU, completando il gruppo di comando, dal quale era uscito Miguel Ángel Montes, sostenitore di Rawson. Con Enrique P. González, Juan Domingo Perón e Emilio Ramírez, sarebbero stati conosciuti come "i quattro colonnelli".
Peron, con il sostegno del colonnello Domingo Mercante, figlio di un importante leader del sindacato ferroviario e membro del GOU, il 27 ottobre 1943 ottenne la direzione di un dipartimento statale fino ad allora insignificante: il Dipartimento del Lavoro. Solo un mese dopo, con l'appoggio del generale Farrell, ottenne che il presidente Ramírez lo facesse trasformare in Segretariato, assumendo la nuova carica di ministro del Lavoro, Peron diede grande importanza al movimento sindacale, che ben presto fu favorevole a un'alleanza con quel settore del governo militare.
Farrell e Peron intendevano plasmare un "nazionalismo popolare" orientato verso un'uscita democratica dal regime militare, in contrapposizione con il presidente Ramirez. L'occasione si presentò il 26 gennaio 1944 quando l'Argentina, su pressione degli Stati Uniti, ruppe le relazioni con la Germania nazista e il Giappone. La rottura delle relazioni portò però ad una crisi dell'economia argentina e a una crisi del governo, a causa del malcontento diffuso nelle forze armate, dove era diffuso un sentimento anti britannico.

### Lo scioglimento

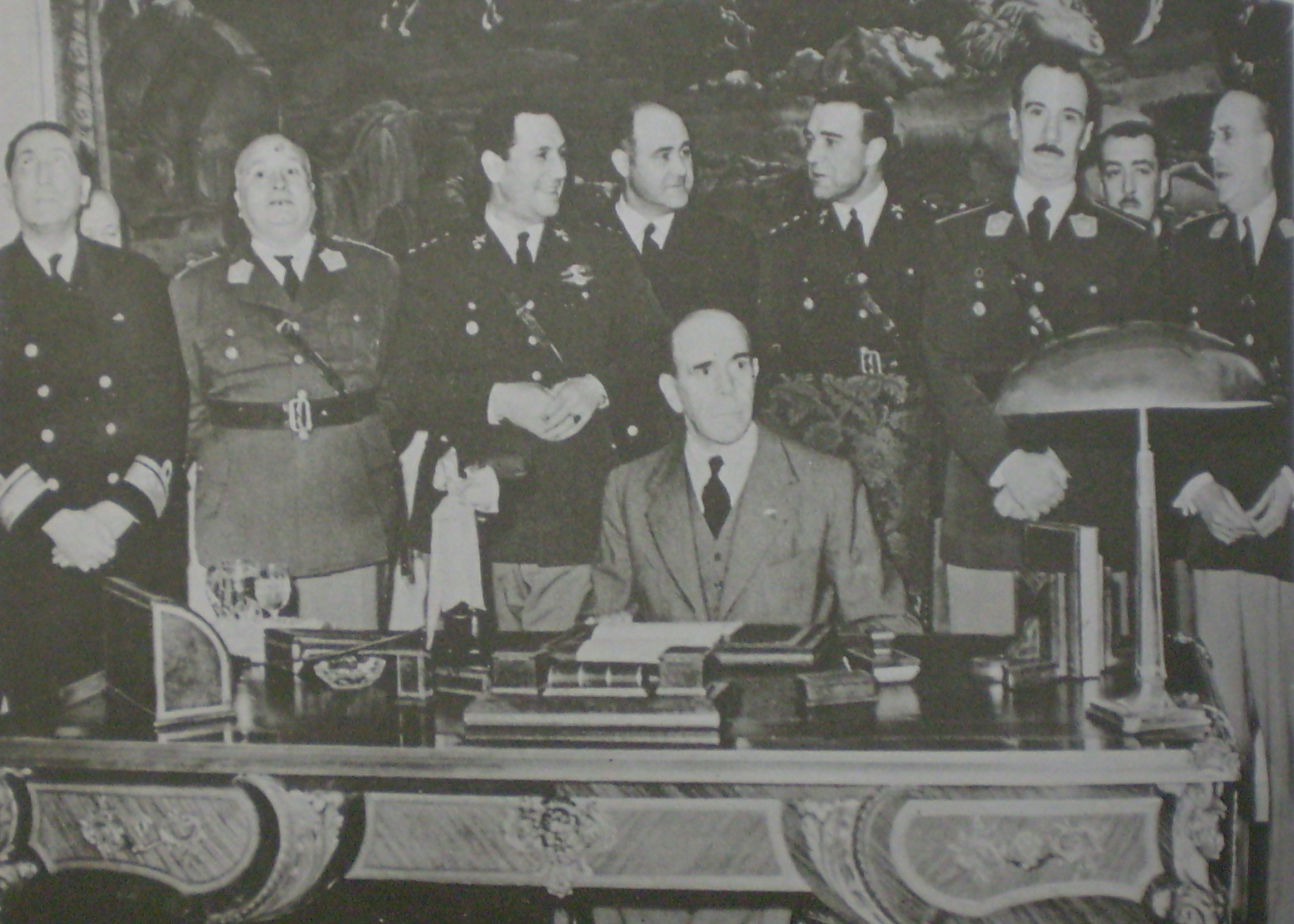
Il generale Edelmiro Farrell (seduto) con alcuni membri del suo governo, tra i quali Perón

Poco dopo, il 15 febbraio 1944, anche i principali sostenitori di Ramírez, il colonnello González e suo figlio stesso, si dimisero, e il giorno seguente anche il colonnello Gilbert si dimise. Il presidente aveva ormai le ore contate.
Il 22 febbraio il GOU aveva già deciso di rovesciare Ramirez a causa della rottura delle relazioni con l'Asse. Questi ufficiali però avevano giurato di appoggiare il presidente. Allora Farrell e Peron risolsero la questione dissolvendo il GOU, liberandolo così formalmente dal suo giuramento. 
Il giorno dopo, gli stessi ufficiali si riunirono di nuovo per chiedere le dimissioni di Ramirez.
Il 24 febbraio Ramírez chiese le dimissioni al generale Farrell, che era vicepresidente e ministro della guerra. Quest'ultimo rispose convocando i capi delle principali guarnigioni nel suo ufficio e ordinando di circondare la residenza presidenziale. Quella stessa notte i capi delle guarnigioni vicine a Buenos Aires si presentarono a Ramirez e chiesero le sue dimissioni, che formalmente Ramirez presentò il 9 marzo 1944.
Dopo le dimissioni forzate di Ramírez e la presa del potere del duo Edelmiro Farrell - J.D Perón, gli ufficiali del GOU sostennero pienamente il nuovo governo civile-militare, fino alla rottura tra i due nell'ottobre 1945.

## Dibattito storiografico
Lo storico americano Robert Potash, che ha studiato in dettaglio il ruolo dell'esercito nella storia argentina moderna, ha  relativizzato il coinvolgimento del GOU nel colpo di Stato del 4 giugno:
Gli storici non sono d'accordo su molte delle circostanze del GOU, ma c'è consenso sul fatto che fosse un piccolo gruppo di ufficiali, con un peso significativo di ufficiali di grado inferiore, soprattutto colonnelli e tenenti colonnelli. Il GOU non aveva un'ideologia precisa, ma tutti i suoi membri condividevano una visione nazionalista, anticomunista e "neutralista" della guerra ed erano estremamente preoccupati di porre fine agli aperti atti di corruzione dei governi conservatori.»
Potash e Félix Luna credono che gli iniziatori del gruppo furono Juan Carlos Montes e Urbano de la Vega. Si sa anche che i fratelli Montes furono attivi radicali, con stretti rapporti con Amadeo Sabattini (UCR), che a sua volta era amico intimo di Eduardo Ávalos, con il quale mantenne anche una stretta relazione. Lo storico Roberto Ferrero sostiene che i due "cervelli" del GOU furono Enrique P. González ed Emilio Ramírez. Infine, i generali Pedro Pablo Ramírez e Edelmiro Farrell mantennero stretti contatti con il GOU; il primo, futuro presidente, era il padre del colonnello Ramírez e il suocero del capitano Filippi. 
Gli storici non sono tutti d'accordo sul ruolo di Perón nel GOU. Alcuni, come Hugo Gambini e Fermín Chávez, di posizioni politiche divergenti, considerano che Perón, anche con un grado militare relativamente basso, fu la mente e il vero leader del GOU. Altri, come Félix Luna e Ferrero, assegnano a Perón un ruolo relativamente minore all'inizio. Potash ritiene di aver avuto un ruolo importante nella sua organizzazione, ma condiviso con altri leader come Ramírez, González e Montes. Rogelio García Lupo sostiene che il GOU fu in gran parte un mito, un'operazione di intelligence militare. 